# Centralkroatien
Centralkroatien (kroatisk: Središnja Hrvatska) er en indlandsregion i det nordlige  Kroatien, som i hovedsagen svarer til det historiske område Kongeriget Kroatien som i dag ligger indenfor republikken Kroatiens grænser. De tre andre historiske områder i Kroatien er Dalmatien, Slavonien og Istrien. 
De ti distrikter og Zagreb dækker 28.337 km² af land, svarende til 50% af Kroatiens territorium, og har en befolkning på 2.418.214, hvilket giver en befolkningstæthed på 85,338 indb./km².
Regionen omfatter følgende distrikter:
- Bjelovar-Bilogora distrikt (Bjelovarsko-bilogorska županija)
- Karlovac distrikt (Karlovačka županija)
- Koprivnica-Križevci distrikt (Koprivničko-križevačka županija)
- Krapina-Zagorje distrikt (Krapinsko-zagorska županija)
- Međimurje distrikt (Međimurska županija)
- Sisak-Moslavina distrikt (Sisačko-moslavačka županija)
- Varaždin distrikt (Varaždinska županija)
- Zagreb distrikt (Zagrebačka županija)
- Zagreb (Grad Zagreb)

I enkelte sammenhænge regnes kystregionen Kvarner som en del af Centralkroatien. Denne region omfatter distrikterne:
- Primorje-Gorski Kotar distrikt (Primorsko-goranska županija)
- Lika-Senj distrikt (Ličko-senjska županija)